# المركز الدولي للتنس
المركز الدولي للتنس، أو مركز أبو ظبي الدولي للتنس، هو ساحة رياضية في أبو ظبي، الإمارات العربية المتحدة. افتتح المجمع عام 2004 كجزء من مدينة زايد الرياضية. يتسع لـ 5000 مقعد في الملعب الرئيسي و 600 في الملعب الثاني. وتضم المدينة الرياضية ثلاثة مرافق رياضية وترفيهية رئيسية أخرى.

## البناء
فكرة إنشاء مجمع رياضي في أبو ظبي طرحها الشيخ زايد بن سلطان آل نهيان، رئيس دولة الإمارات العربية المتحدة السابق والراحل والشيخ خليفة بن زايد آل نهيان، رئيس دولة الإمارات العربية المتحدة السابق، وكُلفت بلديات أبو ظبي ودائرة تخطيط المدن بمهمة بناء مجمع للتنس لمنافسة جميع الملاعب الأخرى.

## البطولات
البطولة الأولى التي أقيمت في الملعب كانت بطولة أبو ظبي للمحترفين 2006 والتي كانت جزءًا من سلسلة رابطة محترفي التنس (ATP) في عام 2006. وفي عام 2009، أقيم حدث استعراضي احترافي، بطولة مبادلة العالمية للتنس، لأول مرة، بحضور ستة من أفضل عشرة لاعبين في العالم. ويستضيف المكان أيضًا بطولة أبو ظبي المفتوحة.